# Audouin Dollfus
Audouin Charles Dollfus (12 de novembro de 1924 — 1 de outubro de 2010) foi um astrônomo e aeronauta francês.
Especialista em estudos do sistema solar e descobridor de Jano, uma lua de Saturno.